# I figli dell'invasione
I figli dell'invasione (The Midwich Cuckoos) è un romanzo di fantascienza dello scrittore britannico John Wyndham pubblicato nel 1957. Dal romanzo sono stati tratti vari film, a partire da Il villaggio dei dannati (1960).
Il titolo originale inglese (The Midwich Cuckoos, ovvero "I cuculi di Midwich") è un riferimento al cuculo (Cuckoo), un uccello dal comportamento opportunista che depone le sue uova nel nido di altri uccelli nella speranza che esse vengano accudite come proprie.

## Trama
I coniugi Gayford, nel tentativo di far ritorno a casa nell'immaginario villaggio di Midwich nel Winshire, si accorgono che la strada principale di accesso al paese è misteriosamente bloccata. Ogni tentativo di avvicinamento a Midwich è impossibile, poiché chiunque tenti l'impresa cade improvvisamente a terra privo di sensi. Con il sospetto di un possibile avvelenamento da gas, l'esercito viene chiamato ad indagare. Attraverso esperimenti successivi si scopre che questa "barriera" circonda Midwich per un raggio di 2 miglia. La fotografia aerea della zona rileverà come, tra la notte del 26 e 27 settembre, fosse presente un misterioso oggetto argenteo non identificato sul terreno nei pressi del villaggio.
Dopo quel giorno l'effetto svanisce assieme all'oggetto non identificato, e su tutti gli abitanti caduti nel frattempo nel sonno, non sembrano essere rimasti apparenti effetti collaterali. Alcuni mesi più tardi, gli abitanti del villaggio si rendono conto che ogni donna in età fertile è in stato di gravidanza, e tutte le indicazioni fanno supporre che le gravidanze si siano verificate durante il periodo di incoscienza denominato "il giorno saltato".
Da quell'evento nasceranno trentuno ragazzi e trenta ragazze, in apparenza normali, tranne per i loro insoliti occhi color oro, e una pelle argentea. Questi bambini non presenteranno nessuna delle caratteristiche genetiche dei loro genitori e si assomigliano tutti. Man mano che cresceranno, diventerà sempre più evidente che essi presentano alcuni aspetti non umani: capacità telepatiche con cui sono in grado di controllare le azioni altrui; uno sviluppo fisico accelerato rispetto a quello degli altri esseri umani e facoltà intellettive che all'età di nove anni sono riscontrabili solo in ragazzi di sedici. I Bambini (a cui ci si riferirà con la "B" maiuscola) agiranno sempre all'unisono, come governati da due sole menti distinte: una per i ragazzi e una per le ragazze.
Il reparto di intelligence militare viene a sapere che eventi simili a queste nascite del giorno saltato sono avvenute anche in altre quattro parti del mondo: tra una popolazione inuit nell'Artico canadese, nel Territorio del Nord in Australia, in un villaggio rurale della Siberia e sul confine tra Mongolia e Russia. Gli Inuit istintivamente hanno ucciso i bambini appena nati. I bambini australiani sono morti tutti in poche settimane. In Mongolia, ipotizzando che le donne fossero possedute, sono state uccise assieme ai bambini. Mentre in Siberia il villaggio è stato distrutto dal governo sovietico, con l'utilizzo di armi nucleari, fatto passare per un incidente.
Nel villaggio di Midwich inizia lentamente a serpeggiare una sorta di avversione verso questo corpo estraneo. Ma ogni tentativo di ribellione viene continuamente ostacolato dal controllo mentale esercitato dei Bambini e dalla paura degli abitanti stessi.

## Sequel cancellato
Wyndham iniziò la lavorazione di un romanzo sequel, Midwich Main, il quale venne però abbandonato dopo soli pochi capitoli.

## Adattamenti

### Film
- Dal romanzo venne tratto nel 1960 il film Il villaggio dei dannati, che si rivelò abbastanza fedele al libro. Un sequel, La stirpe dei dannati, venne realizzato nel 1963.
- Nel 1981 la Metro-Goldwyn-Mayer iniziò le riprese di un remake, che però alla fine è stato cancellato. Christopher Wood stava scrivendo la sceneggiatura del film quando la Writers Guild of America scioperò per tre mesi all'inizio di quell'anno.[2][3]
- Il film thailandese del 1994 Kawao Thi Bang Phleng è una versione localizzata della storia. Esso è basato su un romanzo del 1989 dello scrittore e politico thailandese Kukrit Pramoj, chiaramente ispirato al libro di Wyndham..[4]
- Nel 1995 John Carpenter realizzò un remake del film del 1960 intitolato Villaggio dei dannati e ambientato a Midwich, California. Il film venne interpretato da Christopher Reeve nel suo ultimo ruolo cinematografico prima che rimanesse paralizzato.

### Serie televisiva
- Il romanzo è stato adattato in una serie televisiva da David Farr. La serie è stata trasmessa su Sky Max nel giugno 2022 ed è stata interpretata da Keeley Hawes e Max Beesley.[5]

### Radio
Diversi adattamenti del romanzo sono stati prodotti per la radio.